# کراموتی
کراموتی (به لاتین: Keramoti) یک شهرک در یونان است که در Nestos Municipality واقع شده‌است.